# Список Героев Советского Союза (Бурятия)
Список Героев Советского Союза из Бурятии.

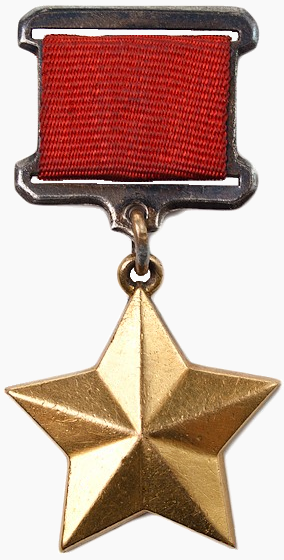

| №  | Фамилия, Имя Отчество           | Годы жизни | Место рождения (в скобках — современное название и административное деление) |
| -- | ------------------------------- | ---------- | ---------------------------------------------------------------------------- |
| 1  | Асеев, Григорий Сафронович      | 1920—1944  | с. Петропавловка (Кокчетавская область, Казахстан)                           |
| 2  | Афанасьев, Никифор Самсонович   | 1910—1980  | с. Мухор-Тала (Заиграевский район Бурятии)                                   |
| 3  | Балдынов, Илья Васильевич       | 1903—1980  | улус Молоевский, Иркутская губерния (Усть-Ордынский Бурятский округ)         |
| 4  | Баннов, Павел Илларионович      | 1917—1959  | с. Новодесятниково (Кяхтинский район Бурятии)                                |
| 5  | Борсоев, Владимир Бузинаевич    | 1906—1945  | улус Холбот, Иркутская губерния (Усть-Ордынский Бурятский округ)             |
| 6  | Быстрых, Борис Степанович       | 1916—1943  | г. Мысовск (г. Бабушкин, Кабанский район Бурятии)                            |
| 7  | Вакарин, Изот Антонович         | 1911—1945  | с. Пески (Петровск-Забайкальский район, Забайкальский край)                  |
| 8  | Валиев, Акрам Искандарович      | 1924—1975  | с. Ильбяково (Азнаваевский район, Татарская АССР)                            |
| 9  | Гармаев, Гармажап Аюрович       | 1916—1945  | с. Верхний Торей (Джидинский район Бурятии)                                  |
| 10 | Денисов, Осип Андреевич         | 1912—1957  | с. Подлопатки (Мухоршибирский район Бурятии)                                 |
| 11 | Жанаев, Дарма Жанаевич          | 1907—1945  | улус Ходун-Бильчир (Хоринский район Бурятии)                                 |
| 12 | Иванов, Игорь Сергеевич         | 1920—1998  | Верхнеудинск (Улан-Удэ)                                                      |
| 13 | Истомин, Василий Иннокентьевич  | 1918—1943  | с. Брянск (Кабанский район Бурятии)                                          |
| 14 | Клыпин, Николай Якимович        | 1908—1943  | Верхнеудинск (Улан-Удэ)                                                      |
| 15 | Котов, Иван Михайлович          | 1915—1995  | с. Береговая (Кабанский район Бурятии)                                       |
| 16 | Левченко, Дорофей Тимофеевич    | 1911—1941  | с. Посуховка (Черкасская область, Украина)                                   |
| 17 | Мархеев, Михаил Фёдорович       | 1920—1994  | с. Босогол (Качугский район, Иркутская область)                              |
| 18 | Михалёв, Василий Павлович       | 1917—2006  | Верхнеудинск (Улан-Удэ)                                                      |
| 19 | Морозов, Василий Федорович      | 1912—1972  | ст. Танхой (Кабанский район Бурятии)                                         |
| 20 | Москалёв, Георгий Николаевич    | 1925—2011  | с. Усть-Менза (Красночикойский район, Забайкальский край)                    |
| 21 | Орешков, Сергей Николаевич      | 1916—1943  | с. Чуприно (Вологодская область)                                             |
| 22 | Оцимик, Константин Владимирович | 1919—1963  | д. Карабаиновка (Хоринский район Бурятии)                                    |
| 23 | Пестерев, Алексей Иванович      | 1910—1991  | с. Мурочи (Кяхтинский район Бурятии)                                         |
| 24 | Потехин, Иван Павлович          | 1924—2005  | с. Красное (Тульская область)                                                |
| 25 | Редковский, Николай Иванович    | 1921—2008  | с. Берикуль (Кемеровская область)                                            |
| 26 | Ринчино, Базар                  | 1913—1943  | (Могойтуйский район, Агинский Бурятский округ)                               |
| 27 | Рубленко, Иван Александрович    | 1919—1981  | Минусинск, Енисейская губерния (Красноярский край)                           |
| 28 | Сенчихин, Прокофий Фёдорович    | 1923—1944  | с. Нижнекамка (Алтайский край)                                               |
| 29 | Скоков, Иван Андреевич          | 1923—1972  | с. Новониколаевка (Новосибирская область)                                    |
| 30 | Соломенников, Ефим Иванович     | 1898—1986  | д. Дряхлы (Пермский край)                                                    |
| 31 | Трофимов, Иван Максимович       | 1904—1975  | г. Симбирск (г. Ульяновск)                                                   |
| 32 | Тулаев, Жамбыл Ешеевич          | 1905—1961  | улус Тагархай (Тункинский район Бурятии)                                     |
| 33 | Ущев, Борис Петрович            | 1915—1996  | г. Петропавловск (Казахстан)                                                 |
| 34 | Федотов, Михаил Алексеевич      | 1916—1986  | с. Тимлюй (Кабанский район Бурятии)                                          |
| 35 | Хантаев, Василий Харинаевич     | 1924—1990  | улус Байтог (Усть-Ордынский Бурятский округ)                                 |
| 36 | Харитонов, Пётр Тимофеевич      | 1916—1987  | с. Княжево (Тамбовская область)                                              |
| 37 | Чертенков, Иван Матвеевич       | 1912—1943  | с. Рождественка (Курская область)                                            |